# 微血管
微血管（capillary）又称为毛細血管，連接最小的動脈與最小的靜脈，是由動脈分支為較小的動脈，再分支多次的血管。
毛细血管有两种类型：真毛细血管（true capillary），从小动脉分支出来，提供组织和毛细血管血液之间的交换；血窦（sinusoidal capillary，sinusoid），是一种开孔（open-pore）毛细血管，管腔较大，形状不规则，内皮细胞之间常有较大间隙，基膜不完整或缺如，存于肝、骨髓、垂体前叶和脑室周围器。毛细血管与血窦都是直接连接管床两端小动脉和小静脉的短血管。

## 组织学
微血管是管壁最薄的血管，只有一上皮细胞构成，利於血液與組織細胞之間物質的交換。微血管平均管径为6至9微米，血液流速为主动脉的1/800；血壓則是居於動脈及靜脈之間。

## 生理学
微血管的主要功能在於物質的交換：在肺微血管中，因微血管的氧氣濃度小於肺泡中的濃度，氧氣透過擴散作用進入微血管中，由紅血球中的血基質運送至體內的組織細胞；而二氧化碳濃度高於肺泡中的濃度，二氧化碳透過擴散作用排出微血管，回到大氣。在其他部位的微血管，因微血管中氧氣濃度高於組織細胞中的濃度，氧氣透過擴散作用進入組織細胞中；而二氧化碳濃度低於組織細胞中的濃度，二氧化碳透過擴散作用進入微血管，送至肺泡排出體外。

## 外部連接
- Histology image: 00903loa – 波士顿大学的组织学学习系统
- The Microcirculatory Society, Inc. （页面存档备份，存于）
- The Histology Guide - Capillaries （页面存档备份，存于）